# Бяла овощна пеперуда
Бяла овощна пеперуда (Aporia crataegi) е вид пеперуда, срещаща се и в България.

## Описание
Крилете са с размери 6,9 – 7,6 cm. Голяма бяла пеперуда с полупрозрачни крила. Има характерни черни жилки и черен кант по ръба на крилата.

## Разпространение
Разпространена е в Европа, Азия и Северна Африка. В България се среща навсякъде.

## Начин на живот и хранене
Среща се предимно по ливади и храсталаци до 2200 м. н.в. Основни хранителни растения са видове от семейство Розови (Rosaceae), предимно трънка (Prunus spinosa) и глог (Crataegus).

## Размножаване
Мъжкият, ако не намери женска в размножителния период, е склонен към обикаляне на цялата страна. Възможно е да закъснее и да остане сам, но шансовете са малки. Женската снася яйцата, които сами се люпят като гъсеници, ядст, връщат се и излизат красиви пеперуди.